# Mynaj
Mynaj (ukrainisch Минай; russisch Минай Minaj, slowakisch und ungarisch Minaj) ist ein Dorf im Westen der ukrainischen Oblast Transkarpatien mit etwa 3000 Einwohnern (2001).
Mynaj ist ein Vorort vom Rajon- und Oblastzentrum Uschhorod, an dessen südlichen Stadtrand es grenzt.
Administrativ gehört das Dorf allerdings zur Landgemeinde des 4 km südlich liegenden Dorfes Cholmok im Westen des Rajon Uschhorod, bis zum 12. Juni 2020 war sie ein Teil der Landratsgemeinde Cholmez (Холмецька сільська рада/Cholmezka silska rada). Die Grenze zum EU-Mitgliedstaat Slowakei befindet sich 4 km westlich vom Dorf.
Der 2015 gegründete Fußballverein FK Mynaj stieg 2019 in die Perscha Liha und im darauffolgenden Jahr in die Premjer-Liha auf, aus der er nach der Premjer-Liha-Saison 2020/21 wieder in die Perscha Liha abstieg.
Im Jahr 2016 wurden, im Zuge der Dekommunisierung in der Ukraine, sämtliche Straßennamen, die an die kommunistische Herrschaft erinnerten,   umbenannt. So wurde der Oktober-Platz, der zentrale Platz der Ortschaft, nach dem amerikanischen Künstler Andy Warhol, dessen Vorfahren aus dem nahen Nordosten der heutigen Slowakei stammten, benannt.
Südlich von Mynaj verläuft die Fernstraße M 06/E 573.